# Fuerte de Nossa Senhora da Conceição (Caloura)
El Fuerte de Nossa Senhora da Conceição Se encuentra en la población de Caloura, municipio de Lagoa, Isla de São Miguel, Azores.
Fue construido con la doble función de protección del puerto pesquero y del Convento de Nossa Senhora da Conceição. Tanto el fuerte como el convento se encuentran hoy en manos de particulares, dedicándose a la agricultura de la viña y protegidos por un muro de piedra.    